# Казинка (Шпаковський район)
Казинка — село в Шпаковському районі Ставропольського краю Російсько Федерації. Адміністративний центр Казинського сільського поселення.
Населення — 2173 особи (за даними перепису 2010 року).

## Історія
Станом на 1886 рік у казенному висілку Ставропольського повіту Ставропольської губернії мешкало 869 осіб (434 чоловічої статі та 435 — жіночої), переважно православних росіян, налічувалось 116 дворових господарств, існували молитовний будинок, хлібний магазин і питних будинок.
За переписом 1897 року кількість мешканців зросла до 1730 осіб (862 чоловічої статі та 868 — жіночої), з яких 1719 — православної віри.